# 南加木屋駅
南加木屋駅（みなみかぎやえき）は、愛知県東海市加木屋町にある名古屋鉄道河和線の駅。駅番号はKC03。
快速急行停車駅である。特急は巽ヶ丘駅と同様、朝に名古屋方面の一部列車が停車し、夕方（名鉄名古屋駅を15時以降に出発する列車）以降の内海、河和行特急は全て停車する。

## 歴史
かつては隣の高横須賀駅との間に加木屋駅があったが、加木屋駅が廃止されても駅名は改称されず現在に至っている。

### 年表
- 1931年（昭和6年）4月1日：知多鉄道の駅として開業。
- 1943年（昭和18年）2月1日：知多鉄道が名古屋鉄道に合併。
- 1970年（昭和45年）12月25日：準急停車駅に昇格[3]。
- 1983年（昭和58年）3月11日：駅舎改築[4]、跨線橋設置[5]。
- 1987年（昭和62年）5月：自動改札機設置[6]。
- 2007年（平成19年）
  - 2月6日：太田川方面の改札口を新設[5]。
  - 3月：知多半田方面の駅舎改築[7]。
  - 3月14日：トランパス導入。
- 2011年（平成23年）2月11日：ICカード乗車券「manaca」供用開始。
- 2012年（平成24年）2月29日：トランパス供用終了。
- 2023年（令和5年）12月23日：終日無人化[8]。

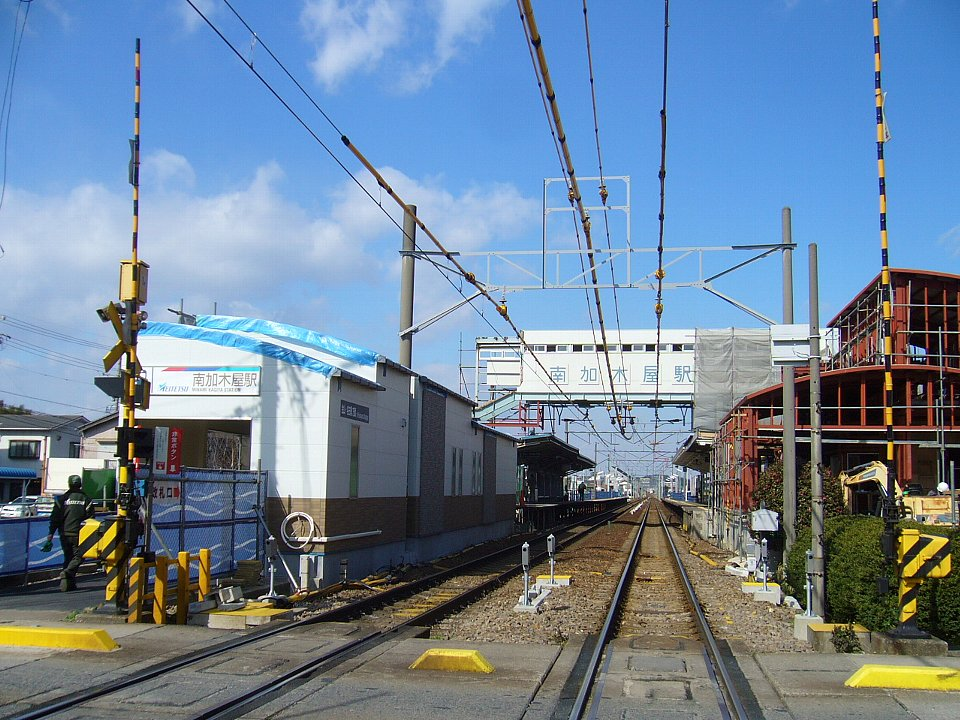
建設中の駅舎（2007年）

## 駅構造
8両編成対応の相対式ホーム2面2線を有する地上駅で、駅集中管理システムを導入した無人駅である（管理駅は太田川駅）。2023年12月22日までは終日駅員配置駅で、下り線ホーム出入口側に窓口があった。改札口は各ホームの知多半田寄りにあり、自動券売機（継続manaca定期乗車券の購入も可能ではあるが、名鉄ミューズカードでの決済は7:00 - 22:00に限られる）、自動精算機を備えている。また、跨線橋でホーム間の行き来をすることができる。
| 番線 | 路線      | 方向 | 行先                         |
| ---- | --------- | ---- | ---------------------------- |
| 1    | KC 河和線 | 下り | 河和・内海方面               |
| 2    | KC 河和線 | 上り | 太田川・金山・名鉄名古屋方面 |

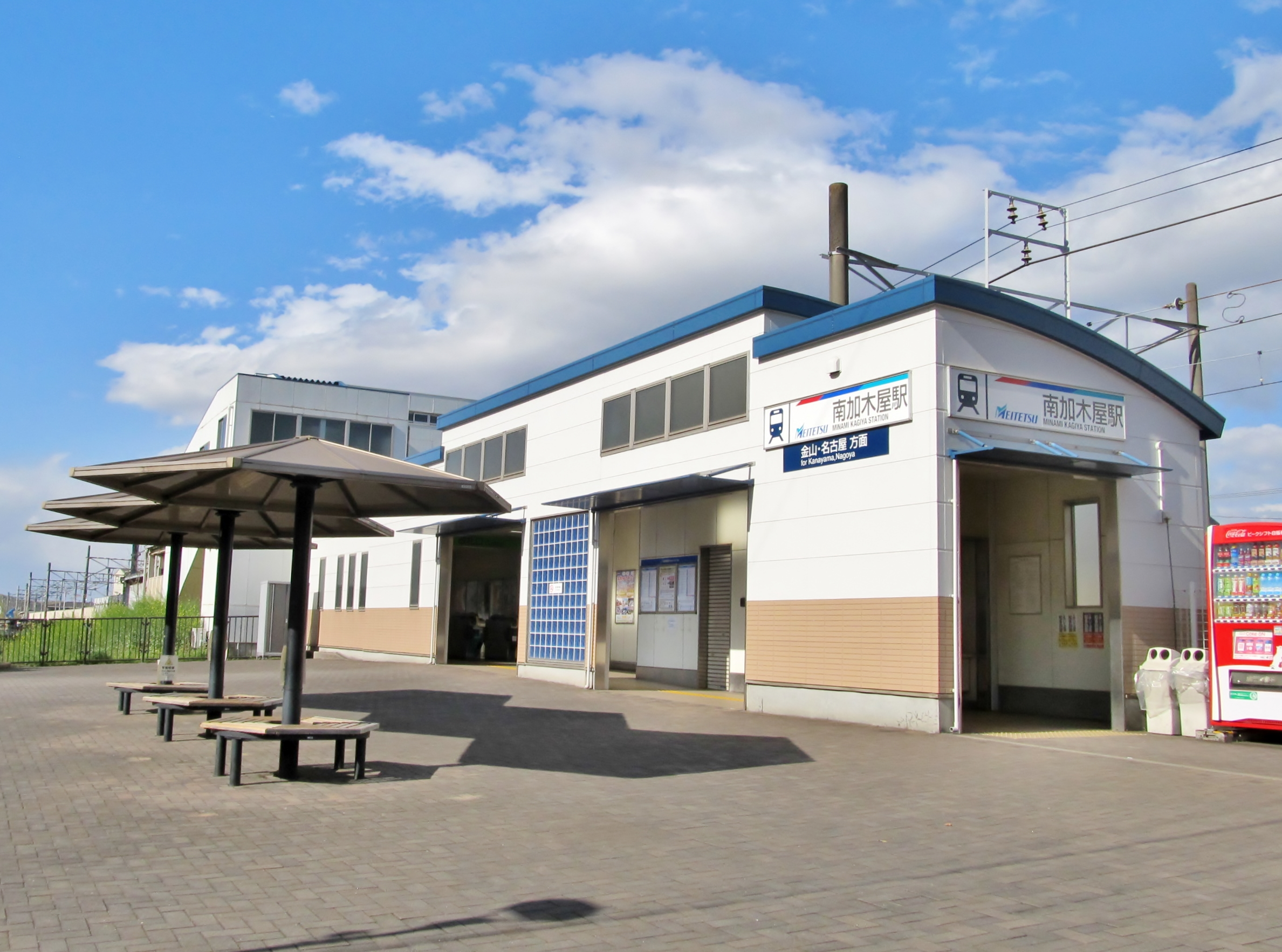
太田川方面駅舎
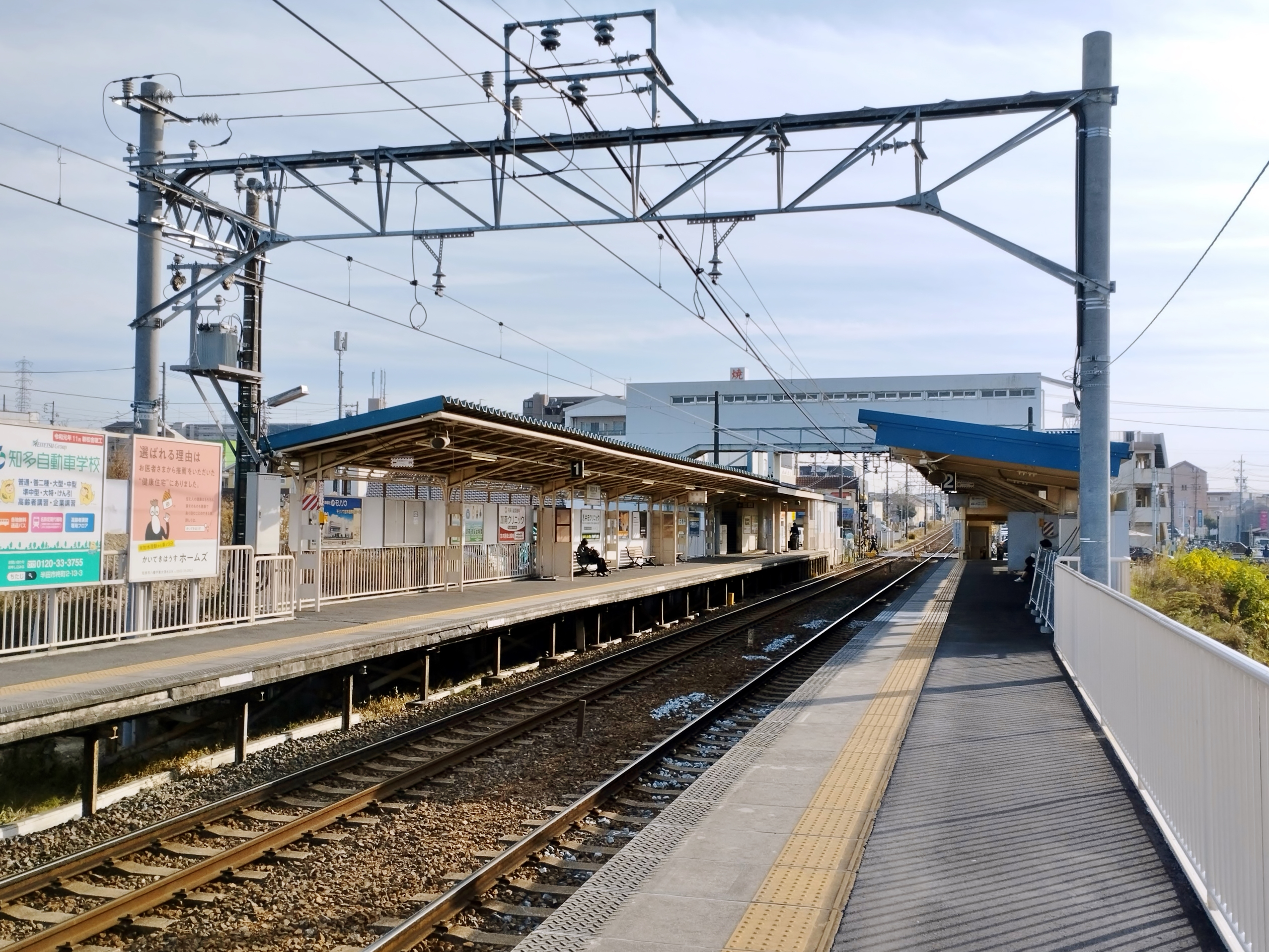
ホーム
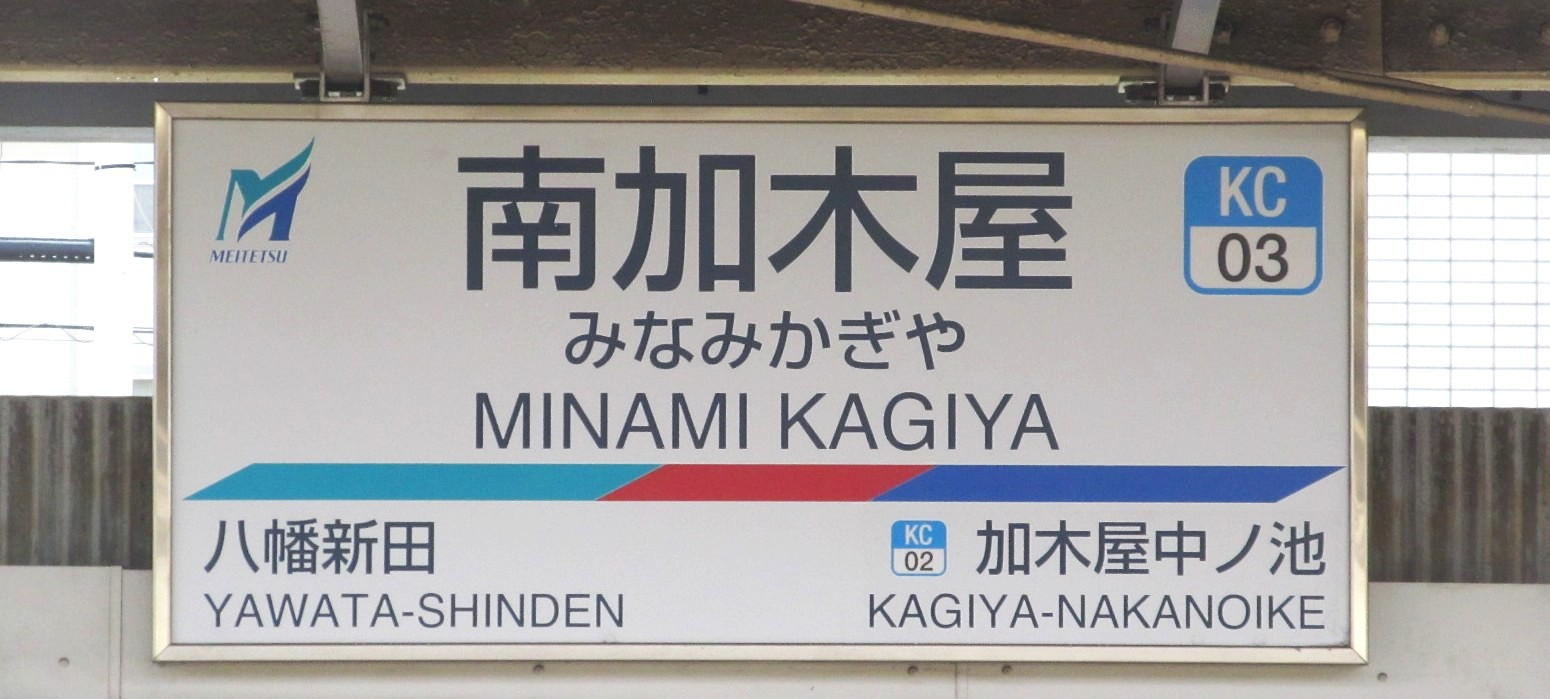
駅名標

### 配線図
| ← 太田川・ 名古屋方面 | 南加木屋駅 構内配線略図 | → 知多半田・ 河和方面 |
| 凡例 出典:            |                         |                       |

## 利用状況
- 『名鉄120年：近20年のあゆみ』によると2013年度当時の1日平均乗降人員は7,802人であり、この値は名鉄全駅（275駅）中51位、河和線・知多新線（24駅）中3位であった[11]。
- 『名古屋鉄道百年史』によると1992年度当時の1日平均乗降人員は9,167人であり、この値は岐阜市内線均一運賃区間内各駅（岐阜市内線・田神線・美濃町線徹明町駅 - 琴塚駅間）を除く名鉄全駅（342駅）中47位、河和線・知多新線（26駅）中4位であった[12]。

「東海市の統計」、「移動等円滑化取組報告書」によると、近年の1日平均乗降人員は下表のとおりである。河和線の駅では太田川駅、知多半田駅に次いで3番目に多い。
| 年度               | 1日平均 乗降人員 |
| ------------------ | ---------------- |
| 2009年（平成21年） | 6,971            |
| 2010年（平成22年） | 7,017            |
| 2011年（平成23年） | 7,204            |
| 2012年（平成24年） | 7,411            |
| 2013年（平成25年） | 7,802            |
| 2014年（平成26年） | 7,658            |
| 2015年（平成27年） | 7,961            |
| 2016年（平成28年） | 8,121            |
| 2017年（平成29年） | 8,244            |
| 2018年（平成30年） | 8,342            |
| 2019年（令和元年） | 8,439            |
| 2020年（令和02年） | 7,101            |
| 2021年（令和03年） | 7,143            |

## 駅周辺
主に住宅地となっている。 駅南側には、商店も多く見られる。大府市との境界にも比較的近い。

### 主な施設
- 愛知県立東海南高等学校
- 東海市立加木屋中学校
- 東海加木屋郵便局
- 太洋自動車学校
- エルビー（中部オフィス・東海工場）
- 中部安全衛生技術センター
- 愛知県道55号名古屋半田線（半田街道）
- 三ツ池公園

### バス路線
「南加木屋駅西」バス停留所
- 東海市循環バス（らんらんバス）南ルート
  - 系統5：大池住宅・知北平和公園 方面
  - 系統6：西知多総合病院・尾張横須賀駅・太田川駅 方面
- 知多市コミュニティ交通（あいあいバス）北部循環コース
  - 左回り：西知多総合病院・朝倉駅 方面
  - 右回り：八幡台中央・梅の館 方面
- かつては、名鉄バス、のちに知多バスが大池住宅、太田川駅方面のバスを運行していたが、東海市循環バスの再編により廃止された。

「南加木屋駅東」バス停留所
- 東海市循環バス（らんらんバス）南ルート
  - 系統5：消防署南出張所・西知多総合病院・太田川駅 方面
  - 系統6：知北平和公園・大池住宅 方面

## 隣の駅
名古屋鉄道
河和線
■特急
通過
■特急（一部の列車が停車）・□快速急行・■急行・■準急
太田川駅（TA09） - 南加木屋駅（KC03） - 巽ヶ丘駅（KC05）
■普通
加木屋中ノ池駅（KC02） - 南加木屋駅（KC03） - 八幡新田駅（KC04）
- かつては加木屋中ノ池から当駅の間に加木屋駅が存在した（1944年休止、1969年廃止）。